# Casa de misericordia

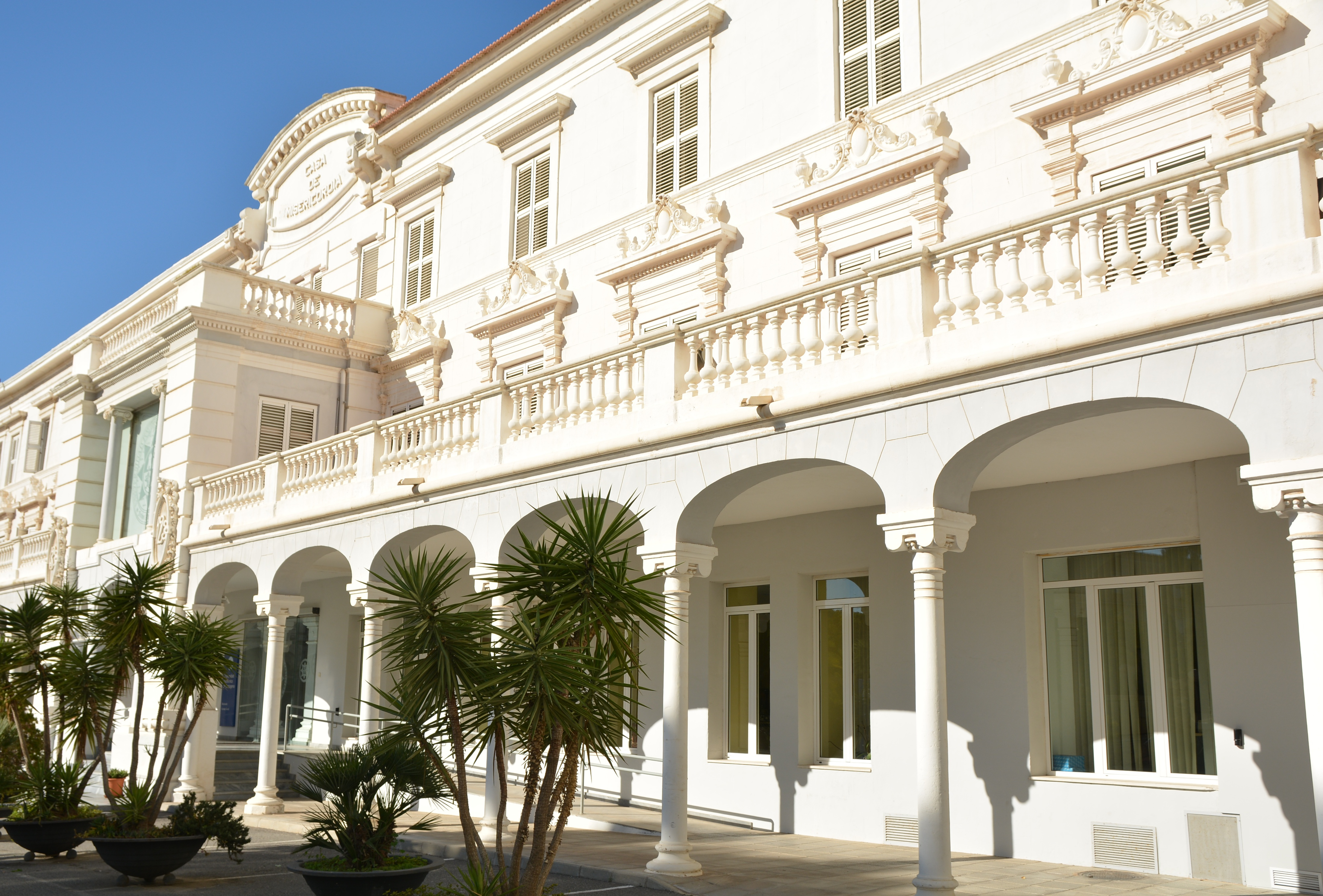
Casa de Misericordia de Cartagena, España

Las casas de misericordia son un tipo de establecimiento de beneficencia.

## Características
Bajo la influencia religiosa se han elevado edificios destinados unos para el socorro de los enfermos, otros para recoger a niños expósitos, dar auxilio a caminantes y recoger a mendigos. Entre estos asilos de caridad que son denominados con diferentes nombres y bajo la advocación de diferentes santos, merecen mencionarse las llamadas casas de misericordia.

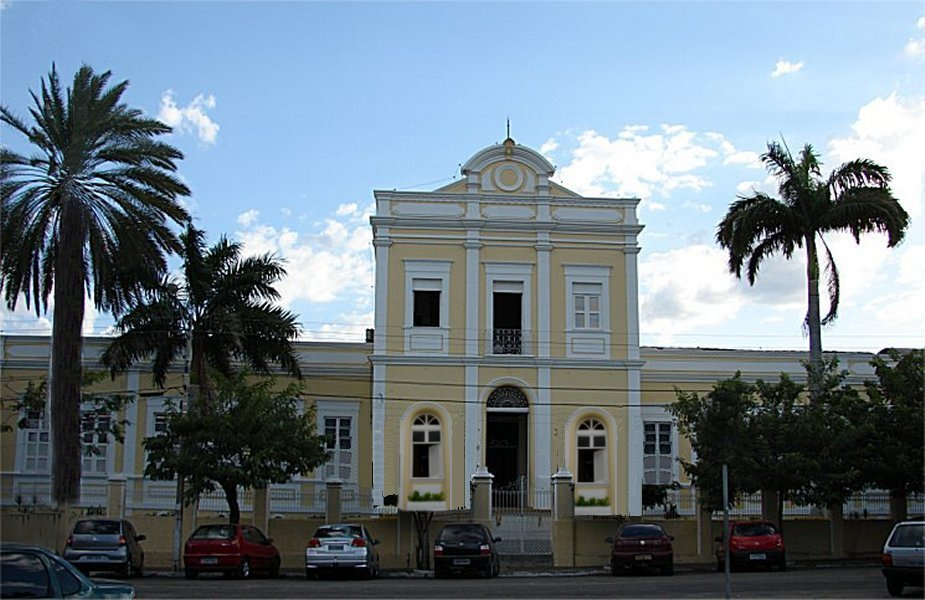
Casa de misericordia de Sobral (Brasil)

Sería difícil examinar las varias clases de establecimientos de beneficencia que bajo este nombre han existido en España desde el siglo XII, nacidos unos del capricho de los fundadores y otros de las creencias, opiniones económicas y enfermedades que afligían a los pueblos. Ya tenían por objeto albergar a los peregrinos que iban en romería a visitar santuarios, o la curación de los enfermos y, principalmente, recoger a las jóvenes que habían quedado embarazadas. Estas fueron con especialidad las casas que recibieron el nombre de misericordia y que posteriormente se denominaron casas de maternidad. 
Se conservaron en España en el siglo XIX con el primitivo nombre algunos de estos asilos de caridad siendo los más notables las casas de misericordia de Madrid y Zaragoza y existiendo otras en varios puntos. 
La casa de Misericordia de Madrid fue fundada por la princesa Juana de Austria, hermana de Felipe II en 1559 con las mismas rentas que había destinado al convento de las Descalzas y que las monjas no quisieron admitir por no faltar al voto de pobreza. En su consecuencia fundó esta real casa con obligación de atender a las necesidades del convento y la destinó a hospital de doce sacerdotes pobres o hijos-dalgo, poniéndolo al cuidado del capellán mayor de las Descalzas.
Las ventajas e inconvenientes de las casas de Misericordia fueron muy debatidas. Ideas elevadas movieron a Santo Tomás de Villanueva a San Vicente de Paul y a otros varones ilustres del cristianismo a predicar con el ejemplo el deber que tienen los pueblos de proporcionar asilo a los niños que concebidos en la ilegitimidad se hallaban expuestos a morir apenas nacer. 

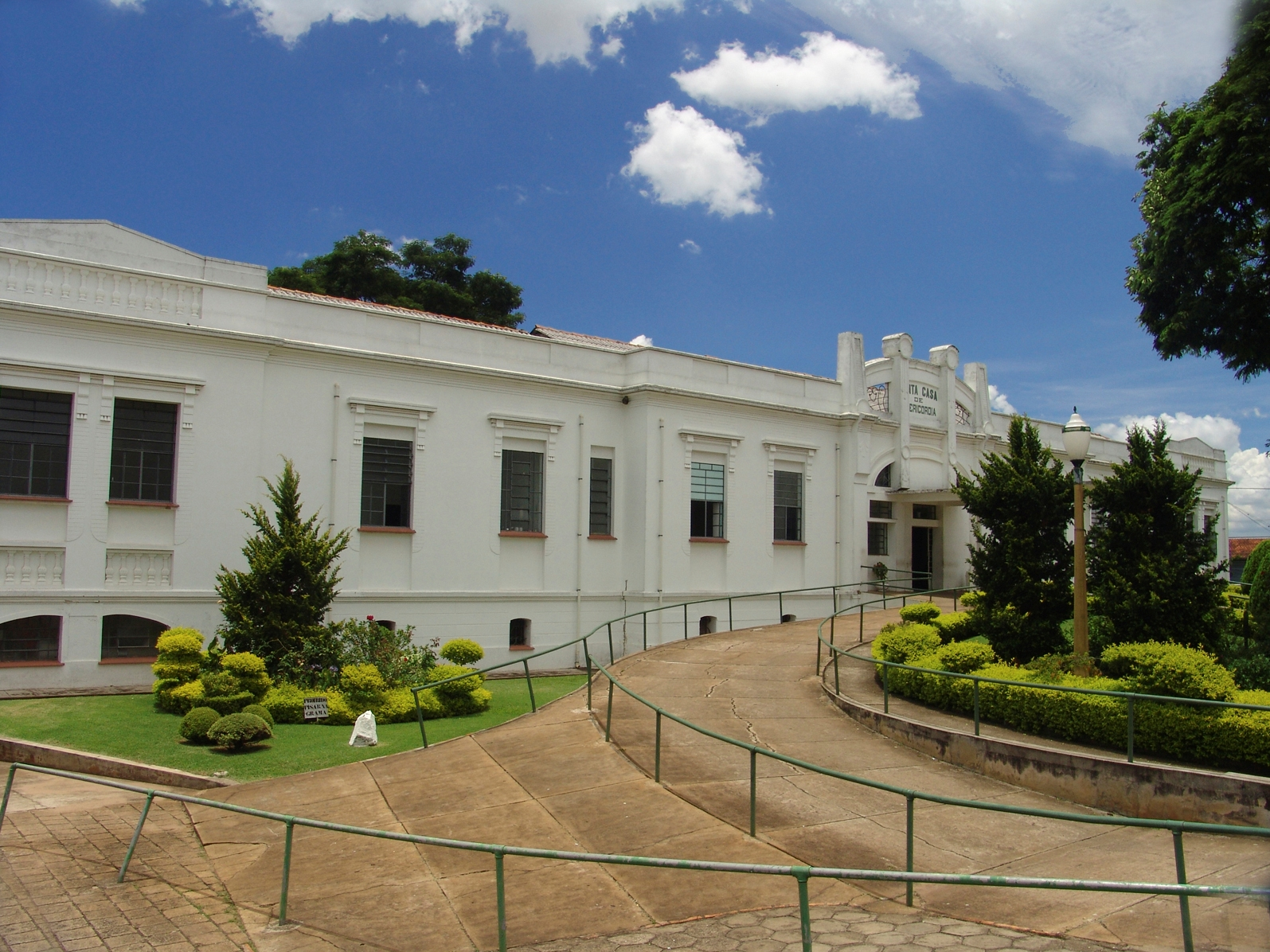
Casa de misericordia en Sao Paulo

Serían muchas veces infructuosos los beneficios de estas casas sin las de maternidad donde la madre buscaba un secreto asilo para ocultar su vergüenza. Las leyes españolas prohibían toda clase de investigación respecto de las personas a quienes pudieran pertenecer los niños que eran conducidos al asilo de caridad no pudiendo persona alguna pública ni privada detener, examinar ni molestar a estas personas declarando además ser una obra digna del reconocimiento de la nación el llevar una criatura a la casa de maternidad o presentarle a la junta municipal de beneficencia. Como el objeto de los departamentos de refugio es evitar los infanticidios y salvar el honor de las madres eran admitidas en ellos según las leyes españolas todas las mujeres que habiendo concebido ilegítimamente se hallaran en la precisión de reclamar este socorro pero solo se recibirían desde el séptimo mes de preñez a menos que por causas justas y graves a juicio de los directores deban ser admitidas antes de este tiempo o pagaran una pensión o ganaran el sustento con su propio trabajo. 
Siendo el secreto uno de los medios más indispensables para realizar el fin de estos establecimientos puesto que sin aquella circunstancia serían del todo inútiles, la ley hacía respecto de este punto varias prevenciones, entre ellas la separación entre las mujeres escogidas según su clase, condición y la conducta anteriormente observada o que el ser hallada una mujer en estas casas no sirviera de prueba legal contra ella.